# Janusz de Beaurain
Janusz de Beaurain (* 25. Dezember 1893 in Warschau; † 23. Dezember 1959 in Edinburgh) war ein polnischer Brigadegeneral.

## Leben
De Beaurain nahm als Angehöriger der Polnische Legionen am Ersten Weltkrieg teil. Er trat 1918 in die Luftstreitkräfte der Zweiten Polnischen Republik ein und nahm von 1919 bis 1921 am Polnisch-Sowjetischen Krieg teil. Er wurde am 3. Mai 1922 zum Oberstleutnant befördert, wobei diese Beförderung auf den 1. Juni 1919 zurückdatiert wurde. Als solcher war zwischen 1922 und 1925 zunächst stellvertretender Leiter der Zentralen Flugzeugfabrik CZL (Centralne Zakłady Lotnicze) in Warschau und erhielt dort am 31. März 1924 mit Rückwirkung zum 1. Juli 1923 seine Beförderung zum Oberst. Am 1. März 1925 übernahm er als Nachfolger des am 10. Februar 1925 verstorbenen Oberst Hipolit Łossowski selbst den Posten als Leiter der Zentralen Flugzeugfabrik CZL und hatte diesen bis 1928 inne. Im Anschluss fungierte er zwischen 1928 und 1932 als Leiter des Instituts für Technische Luftfahrtforschung sowie zugleich von 1929 bis 1935 als Kommandeur der 1. Fliegergruppe.
Im November 1935 wurde de Beaurain stellvertretender Oberkommandierender der Luftstreitkräfte und bekleidete diesen Posten zu seiner Entlassung im März 1939. Während dieser Zeit wurde er im März 1939 zum Brigadegeneral befördert. Zum Zeitpunkt des deutschen Überfalls auf Polen zu Beginn des Zweiten Weltkrieges und bis Januar 1942 befand er sich zur besonderen Verfügung des Oberkommandierenden und nahm als solcher am Westfeldzug teil.
Für seine langjährigen militärischen Verdienste wurde de Beaurain unter anderem mit dem Virtuti Militari, dem Orden Polonia Restituta (Offizier) und dem Verdienstkreuz der Republik Polen (Golden) ausgezeichnet.

## Weblink
- Eintrag in generals.dk

| Personendaten    | Personendaten             |
| ---------------- | ------------------------- |
| NAME             | Beaurain, Janusz de       |
| KURZBESCHREIBUNG | polnischer Brigadegeneral |
| GEBURTSDATUM     | 25. Dezember 1893         |
| GEBURTSORT       | Warschau                  |
| STERBEDATUM      | 23. Dezember 1959         |
| STERBEORT        | Edinburgh                 |